# Spazio di Hardy
In analisi complessa uno spazio di Hardy è l'analogo dello spazio {\displaystyle L^{p}} in analisi funzionale. Il suo nome deriva da G. H. Hardy.
Per esempio, per gli spazi delle funzioni olomorfe sul disco unitario aperto, lo spazio di Hardy {\displaystyle H^{2}} è formato dalle funzioni {\displaystyle f} la cui radice della media quadrata sul cerchio di raggio {\displaystyle r} rimane finita quando {\displaystyle r} tende a {\displaystyle 1} da sinistra.
Più generalmente, lo spazio di Hardy {\displaystyle H^{p}} con {\displaystyle 0<p<\infty } è la classe delle funzioni olomorfe sul disco unitario aperto che soddisfano
{\displaystyle \sup _{0<r<1}\left({\frac {1}{2\pi }}\int _{0}^{2\pi }\left[f(re^{i\theta })\right]^{p}\;d\theta \right)^{\frac {1}{p}}<\infty .}
La quantità del membro di sinistra della disequazione precedente è la p-norma sullo spazio di Hardy di {\displaystyle f}, denotata con {\displaystyle \|f\|_{H^{p}}}.
Per {\displaystyle 0<p<q<\infty } si può dimostrare che {\displaystyle H^{q}} è un sottospazio di {\displaystyle H^{p}}.